# Kaserneliv
Kaserneliv er en amerikansk stumfilm fra 1919 af Henry King.

## Medvirkende
- Douglas MacLean - Sergeant William Gray
- Doris May - Peggy Dodge
- Tom Guise - General Dodge
- Maxfield Stanley - Table Sergeant
- Wade Boteler - Mess Sergeant
- Alfred Hollingsworth - Booth
- N. Leinsky
- Jack Nelson